# Ammi-Ditana
Ammiditana was de opvolger van Abi-eshu als koning van Babylonië (1684-1648 v. Chr.).
Hij erfde een welvarend en goed georganiseerd rijk, hoewel dat duidelijk een flink stuk kleiner was dan in de dagen van zijn illustere voorganger Hammurabi. Zijn bewind was grotendeels vreedzaam en hij gaf aandacht aan de tempels en aan de kunsten. Hij was zelfs geïnteresseerd in het verleden. Entemena van Lagasj was tot godheid verheven en Ammiditana richtte een standbeeld voor hem op zodat het vereerd kon worden. Iets vergelijkbaar deed hij voor zijn grootvader Samsu-iluna die als krijgsheer-koning vereerd werd. Het beeld werd met veel vertoon in Kisj onthuld.
In het midden van zijn bewind werd hij geconfronteerd met een opstand in Soemer en hij nam daar een stad in, mogelijk Isin, maar de details zijn niet bekend.